# Trachysphaera costata
Trachysphaera costata ist eine Art der zu den Saftkuglern gehörenden Stäbchenkugler und von Mitteleuropa bis Westasien beheimatet.

## Merkmale
Die Körperlänge beträgt 2–5 mm, der Körper besteht aus 12 Körperringen. Die hell gefärbte Oberfläche ist rau, die Seiten des Brustschilds sind grubig vertieft und die hintere Hälfte der Rückenplatten weist querliegende Erhebungen oder Längskiele auf. Im Bodenmaterial ist die Art im eingerollten Zustand aufgrund ihrer körnigen hellen Oberfläche nur schwer von leeren Schneckenhäusern oder weißen Steinchen zu unterscheiden. Auch eine Verwechslung mit Pflanzensamen kann dadurch entstehen.
In ihrem Zwergwuchs und der Lebensweise ähnelt die Art der ebenfalls heimischen Geoglomeris subterranea. Von dieser Art lässt sich Trachysphaera costata durch ihre raue, skulpturierte Oberfläche unterscheiden.

## Verbreitung und Lebensraum
Die Art ist von Mittel- bis Osteuropa und darüber hinaus bis Westasien verbreitet. In Deutschland hat sie ihre westliche Arealgrenze. Östlich davon ist sie unter anderem aus Tschechien, Polen, der Slowakei, Ungarn, Rumänien und Bulgarien bekannt, kommt aber auch über die Balkanhalbinsel bis nach Kleinasien und Israel sowie über die Krim bis in große Teile des Kaukasus vor. Einen Verbreitungsschwerpunkt stellt dabei der Karpatenbogen dar. In Deutschland lebt sie nur in Sachsen und wurde hier im Erzgebirge und im Elbsandsteingebirge nachgewiesen.
Die kalkliebende Art lebt in Deutschland in Mittelgebirgen und bewohnt dort feuchte Wälder auf Kalk (Auwälder, diverse Laub- und Nadelwälder) und Geröllhalden. Hier wurde sie in der Streu der Wälder, unter der Rinde von Totholz, unter Basalt und in einer Höhle gefunden, lebt aber wahrscheinlich vorwiegend euedaphisch (im Bodeninneren). Hinweise darauf liefern ihr Zwergwuchs und die weißliche Färbung, aber auch Funde in Bodenproben. Aufgrund ihrer Winzigkeit und Lebensweise wird die Art nur selten gefunden, über ihren Gefährdungsgrad liegen daher nicht genügend Daten vor. In anderen Ländern, wie beispielsweise Rumänien oder der Ukraine, wird die Art häufig in Höhlen gefunden.

## Lebensweise
Aufgrund ihrer versteckten Lebensweise im Boden ist nicht viel über die Art bekannt. Die meisten der wenigen Funde stammen aus dem Herbst. Parthenogenetische Populationen sind aus Zentral- und Osteuropa sowie manchen Gegenden des Kaukasus bekannt, während zweigeschlechtliche Populationen vom südlichen Rumänien bis nach Westasien und von der Krim bis in die größeren Teile des Kaukasus vorkommen. Die zweigeschlechtliche Reliktpopulation auf der Krim ist überwiegend troglophil (höhlenbewohnend).

## Taxonomie
Die Art wurde 1857 von Antoni Stanisław Waga unter dem Namen Gervaisia costata erstbeschrieben. Weitere Synonyme lauten Gervaisia pigmentifer Verhoeff, 1941, Gervaisia rotundata Lignau, 1911, Gervaisia similicostata Radu & Ceuca, 1951 und Trachysphaera hyrtili Wankel, 1861.
Über die taxonomische Einordnung finden sich verschiedene Angaben. Manchmal wird die Art den Familien Gervaisiidae, Trachysphaeridae oder Doderiidae zugeordnet. Diese Familien besitzen jedoch keine Gültigkeit und werden mit der Unterfamilie Doderiinae synonymisiert. Die Unterfamilie Doderiinae hingegen gehört zur Familie Glomeridae. Die aktuell gültige Einordnung der Art von der Familie über die Unterfamilie bis zur Gattung lautet also: Glomeridae > Doderiinae > Trachysphaera. Auch eine Einordnung zur Tribus Trachysphaerini besitzt keine Gültigkeit mehr.